# مينا توميناغا
مينا توميناغا (باليابانية: 増本 美子) مواليد 03 أبريل 1966 في هيروشيما، اليابان، هي مؤدية أصوات وتارينتو يابانية بدأت نشاطها عام 1975.

## الأعمال

### مسلسلات أنمي تلفزيونية
- دي جرايمان
- سلة الفاكهة
- القناص
- سيف النار
- رحلة بورفي الطويلة
- روروني كنشين
- سازايه-سان
- قتال الطيف
- الرغيف العجيب
- سوزوكا
- رانزي المدهشة
- كعبول

### أفلام
- ناوسيكا أميرة وادي الرياح

### دبلجة
- ألي مكبيل
- جوهرة القصر
- طارد الأرواح الشريرة
- سلاحف النينجا
- تايني تون

## وصلات خارجية
- مينا توميناغا على موقع IMDb (الإنجليزية)
- مينا توميناغا على موقع ميوزك برينز (الإنجليزية)
- مينا توميناغا على موقع قاعدة بيانات الأفلام السويدية (السويدية)
- مينا توميناغا على موقع قاعدة بيانات الفيلم (الإنجليزية)
- مينا توميناغا على موقع كينوبويسك (الروسية)
- مينا توميناغا على موقع ANN person (الإنجليزية)